# Proborhiènids
Els proborhiènids (Proborhyaenidae) són una família extinta de mamífers esparassodonts de la superfamília dels borhienoïdeus que visqueren a Sud-amèrica des de l'Eocè fins a l'Oligocè superior, fa entre 23 i 47,8 milions d'anys. Se n'han trobat restes fòssils a l'Argentina, Bolívia, l'Uruguai i Xile. Els representants d'aquest grup atenyien la mida d'un jaguar o d'un os. Els seus ullals superiors mai no deixaven de créixer. Eren els borhienoïdeus més adaptats a una dieta carnívora del Paleogen.